# Сун, Лулу
Лулу Сун (англ. Lulu Sun, урождённая Лучия Радовчич — хорв. Lucija Radovčić; род. 14 апреля 2001, Те-Анау, Новая Зеландия) — новозеландская теннисистка, до апреля 2024 года выступавшая за Швейцарию. Участница Олимпийских игр 2024 года.
Финалистка одного юниорского турнира Большого шлема в парном разряде (Открытый чемпионат Австралии-2018); бывшая 13-я ракетка мира в юниорском рейтинге ITF (2018).

## Общая информация
Лучия Радовчич родилась 14 апреля 2001 года в городе Те-Анау, в Новой Зеландии. Её отец — хорват, мать — китаянка. С пяти лет она воспитывалась в Швейцарии, где и получила школьное образование. Затем она училась в Техасском университете в Остине в США, который окончила в 2022 году со степенью бакалавра в области политологии.
У неё есть старшая сестра Феномена Радовчич (родилась в 1998 году), которая играла в профессиональных турнирах до 2016 года.

## Спортивная карьера
В октябре 2018 года участвовала на юношеских Олимпийских играх: в одиночном разряде проиграла в первом раунде россиянке Оксане Селехметьевой, в парном разряде вместе с румынкой Сельмой Стефанией Кадар дошла до четвертьфинала — где проиграла китаянкам Ван Синьюй и Ван Сиюй, а в миксте вместе со швейцарцем Дамиеном Венгером дошла до полуфинала, и в матче за бронзу проиграла французам Кларе Бюрель и Юго Гастону со счётом: 4-6, 7-5, [4-10].
В 2019—2024 годах стала победительницей семи турниров ITF в одиночном разряде и четырёх турниров ITF в парном разряде.

### 2024
В конце июня 2024 года через квалификацию пробилась в основную сетку Уимблдонского турнира, где в первом раунде соревнований победила опытную китаянку Чжэн Циньвэнь, во втором раунде победила украинку Юлию Стародубцеву, в третьем раунде победила китаянку Чжу Линь, в четвёртом раунде победила британку Эмму Радукану со счётом: 6-2, 5-7, 6-2, в четвертьфинале проиграла хорватке Донной Векич.
В конце августа вышла в финал турнира в Монтеррее (в финале проиграла Линде Носковой).

## Итоговое место в рейтинге WTA по годам
| Год  | Одиночный рейтинг | Парный рейтинг |
| 2023 | 219               | 427            |
| 2022 | 250               | 430            |
| 2021 | 315               | 496            |
| 2020 | 1123              | —              |
| 2019 | —                 | 858            |
| 2018 | 684               | 1021           |
| 2017 | 784               | 1206           |
| 2016 | —                 | 1207           |
| 2015 | 1173              | —              |

## Выступления на турнирах

### Финалы турнировWTAв одиночном разряде (1)

#### Поражение (1)
| Легенда:                   |
| -------------------------- |
| Турниры Большого шлема (0) |
| Олимпиада (0)              |
| Итоговый турнир WTA (0)    |
| WTA 1000 (0)               |
| WTA 500 (0)                |
| WTA 250 (0)                |

| №  | Дата            | Турнир             | Покрытие | Соперница в финале | Счёт       |
| 1. | 24 августа 2024 | Монтеррей, Мексика | Хард     | Линда Носкова      | 6-7(6) 4-6 |